# تود ماي (عازف قيثارة)
تود ماي (بالإنجليزية: Todd May)‏ هو عازف قيثارة أمريكي، ولد في 2 أبريل 1965.